# Mohamed Lahyani
Mohamed Lahyani (27 de junho de 1966) é um árbitro sueco de tênis profissional, de origem marroquina.

## Biografia
Seus pais imigraram para a Suécia quando tinha um ano. Ele cresceu em Upsália, a 70 km de Estocolmo.
Ele começou como um juiz de linha durante os Jogos Olímpicos de Verão de 1992 em Barcelona.
Lahyani é um dos mais famosos árbitros circuito profissional de tênis. Desde 1993, ele esteve presente em todas as edições do torneio de Wimbledon. Em 1997, recebeu o certificado "Ouro", por sua arbitragem.
Ele arbitrou mais de 5000 partidas durante sua carreira, e está entre os 10 melhores árbitros de tênis. Constantemente é designado como árbitro de cadeira para as partidas mais importantes dos torneios profissionais mais competitivos.
Ele foi o árbitro da famosa partida entre Mahut e Isner, em Wimbledon de 2010, onde arbitrou por durante 11 horas naquela que viria a se tornar a partida mais longa de tênis da era aberta à época.

## Suspensão
Durante o torneio US Open de 2018, Lahyani se envolveu em uma polêmica ao descer da cadeira de árbitro durante um intervalo no 2º set da partida e conversar com o tenista australiano Nick Kyrgios. Lahyani pediu que o tenista assumisse uma postura "menos descompromissada" com a partida, ou então seria obrigado a puni-lo, e chegou a dizer que "queria ajudá-lo". Kyrgios, após perder o primeiro set e estar em desvantagem no 2º, se recuperou e venceu os 3 sets seguintes, sendo declarado o vencedor da partida.
O ocorrido gerou polêmica pois, ao mesmo tempo que alguns espectadores elogiaram a atitude do juiz-de-cadeira por ajudar a elevar o nível da partida, muitos outros entenderam que um árbitro não deveria se envolver na forma que um jogador atua, mas simplesmente aplicar a regra, classificando assim o fato como um "desrespeito" ao tenista Pierre-Hugues Herbert, adversário de Kyrgios na partida. Diante da polêmica, a ATP puniu Lahyani, impedindo a sua atuação nos dois torneios seguintes.